# Jochen Blume
Pour les articles homonymes, voir Blume.
Jochen Blume, né le 21 janvier 1910 à Görlitz (Empire allemand) et mort le 18 juin 1980, est un acteur allemand.

## Filmographie

### Au cinéma
- 1933 : Reifende Jugend de Carl Froelich : Andreas Bolz, Abiturient
- 1951 : K - Das Haus des Schweigens : Paul de Yonkh, Abels Bruder
- 1954 : Unternehmen Edelweiß : Paul Hübner
- 1956 : Une fille des Flandres (Ein Mädchen aus Flandern) : Major
- 1956 : Le Capitaine de Köpenick (Der Hauptmann von Köpenick) : Paß-Kommissar
- 1957 : Le Médecin et l'Amour ( El Hakim) : Dr. Ahmad
- 1958 : Gestehen Sie, Dr. Corda : Untersuchungsrichter
- 1958 : Les Yeux noirs  (Petersburger Nächte)
- 1959 : Le Tigre du Bengale (aussi Le Tigre d'Eschnapour) : Asagara - the Engineer
- 1959 : Le Tombeau hindou : Asagara - the Engineer
- 1959 : SOS - Train d'atterrissage bloqué (Abschied von den Wolken) : Funker Emilio
- 1960 : Les Mystères d'Angkor : Bertrand
- 1961 : Die Ehe des Herrn Mississippi : Sekretär Beuss
- 1961 : Unter Ausschluß der Öffentlichkeit de Harald Philipp : Französischer Inspektor
- 1962 : Trahison sur commande (The Counterfeit Traitor) : Dr. Jacob Karp
- 1967 : I fantastici 3 $upermen : Ortiz